# ویندهوک

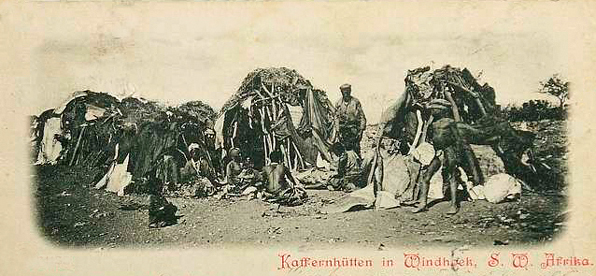
ویندهوک در پایان از ۱۹ قرن

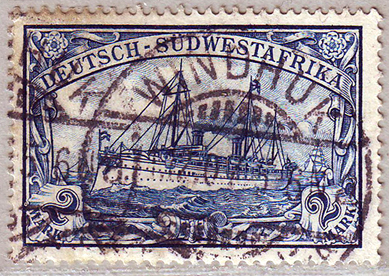
تمبر پست امپریال آلمانی جنوب غرب آفریقا postmarked ویندهوک

ویندهوک (به انگلیسی: Windhoek) پایتخت و بزرگترین شهر کشور نامیبیا است.
این شهر در منطقهٔ خماس قرار دارد و ۲۳۳٫۵۲۹ نفر جمعیت دارد.